# Glen Roy Conservation Park
Glen Roy Conservation Park är en park i Australien. Den ligger i delstaten South Australia, omkring 320 kilometer sydost om delstatshuvudstaden Adelaide.
Runt Glen Roy Conservation Park är det mycket glesbefolkat, med 2 invånare per kvadratkilometer.. Närmaste större samhälle är Glenroy, nära Glen Roy Conservation Park.
Trakten runt Glen Roy Conservation Park består till största delen av jordbruksmark. Genomsnittlig årsnederbörd är 808 millimeter. Den regnigaste månaden är juli, med i genomsnitt 137 mm nederbörd, och den torraste är februari, med 17 mm nederbörd.